# 日本合唱指揮者協会
日本合唱指揮者協会（にほんがっしょうしきしゃきょうかい、Japan Choral Directors Association; JCDA）は、日本の合唱指揮者で構成される団体。1963年に設立された。現在の理事長は名島啓太（2022年 - ）。

## 概要
合唱指揮者の技術向上と連帯を通じて、合唱界を発展させることを目的とする。合唱団の指導・育成、演奏会や講習会の開催に加え、楽譜・資料の出版などを活動の軸としている。2022年8月現在の会員数は245名。
2007年、関西支部が発足。関西圏を中心に活動する合唱指揮者38名が在籍している。

## 主な役員
理事長
- 名島啓太

副理事長
- 相澤直人
- 戸崎文葉
- 藤原規生

## 歴代理事長
- 初代：佐々金治（1964年 - 1967年）
- 第2代：村谷達也（1967年 - 1971年）
- 第3代：関屋晋（1971年 - 1975年）
- 第4代：佐々金治（1975年 - 1991年）
- 第5代：関屋晋（1991年 - 1994年）
- 第6代：辻正行（1994年 - 2004年）
- 第7代：古橋富士雄（2004年 - 2012年）
- 第8代：清水敬一（2012年 - 2016年）
- 第9代：清水昭（2016年 - 2022年）

## 主な出版物
- JCDA 合唱楽譜シリーズ（既刊19巻）
- JCDA 合唱楽譜セレクション（既刊3巻）
- リーダーシャッツ21（既刊7巻）